# La fuggitiva
Pour plus de détails, voir Fiche technique et Distribution.
La fuggitiva est un film dramatique italien réalisé par Piero Ballerini et sorti en 1941.
Il s'agit de l'adaptation du roman homonyme de Milly Dandolo (it) paru en 1939.

## Synopsis
Une fugueuse, Marina, rencontre dans la rue une fille, Delfina, avec laquelle elle se lie immédiatement d'amitié. La jeune fille a perdu ses parents et s'est fait larguer par son fiancé Mario le jour de leur mariage. Elle trouve un emploi de gouvernante dans la maison de Marina et, bientôt, le père de la jeune fille, l'ingénieur Antonio Ravaldo, tombe amoureux d'elle. Lorsqu'elle découvre que la mère de l'enfant, Wanda, est vivante et voudrait épouser l'ingénieur, Delfina quitte son emploi. Lorsque Marina tombe malade, elle retourne lui rendre visite et emmène Wanda dans la chambre de l'enfant. Delfina décide de repartir pour ne pas être un obstacle à la réconciliation du couple et trouve ainsi le courage de se présenter à son grand-père qu'elle ne connaît pas : en effet, il n'approuvait pas le mariage des parents de Delfina et avait répudié sa fille. Lorsque la jeune fille révèle son identité, il la supplie de rester. Delfina apporte de la joie dans la maison de son grand-père, mais elle n'est pas heureuse car Marina et Antonio lui manquent.

## Fiche technique
- Titre original italien : La fuggitiva[1]
- Réalisateur : Piero Ballerini
- Scénario : Piero Ballerini, Salvator Gotta d'après le roman La fuggitiva de Milly Dandolo (it)
- Photographie : Antonio Marzari
- Montage : Duilio Lucarelli (it)
- Musique : Gioacchino Angelo (it) avec des chansons du maestro Nicola Valente (it)
- Décors : Natale Steffenino
- Production : Giuseppe Musso
- Société de production : Industrie Cinematografiche Italiane
- Pays de production :  Royaume d'Italie
- Langue originale : italien
- Format : Noir et blanc - 1,37:1 - Son mono - 35 mm
- Durée : 81 minutes
- Genre : Drame passionnel
- Dates de sortie :
  - Royaume d'Italie : 2 novembre 1941

## Distribution
- Jole Voleri (it) : Delfina Carli
- Stefano Sibaldi (it) : Matteo Bonetti
- Mariù Pascoli : Marina Ravaldo
- Clelia Matania : Lia Coppi
- Anna Magnani Wanda Reni
- Nino Crisman (it) : Mario Borghetti
- Renato Cialente (it) : Antonio Ravaldo
- Anna Carena : Mme Tilde
- Annibale Betrone : Giacomo Renier
- Marina Berti : Lucia

## Production
Le film a été tourné aux studios Fert de Turin.